# 下洛伊本堂区教堂

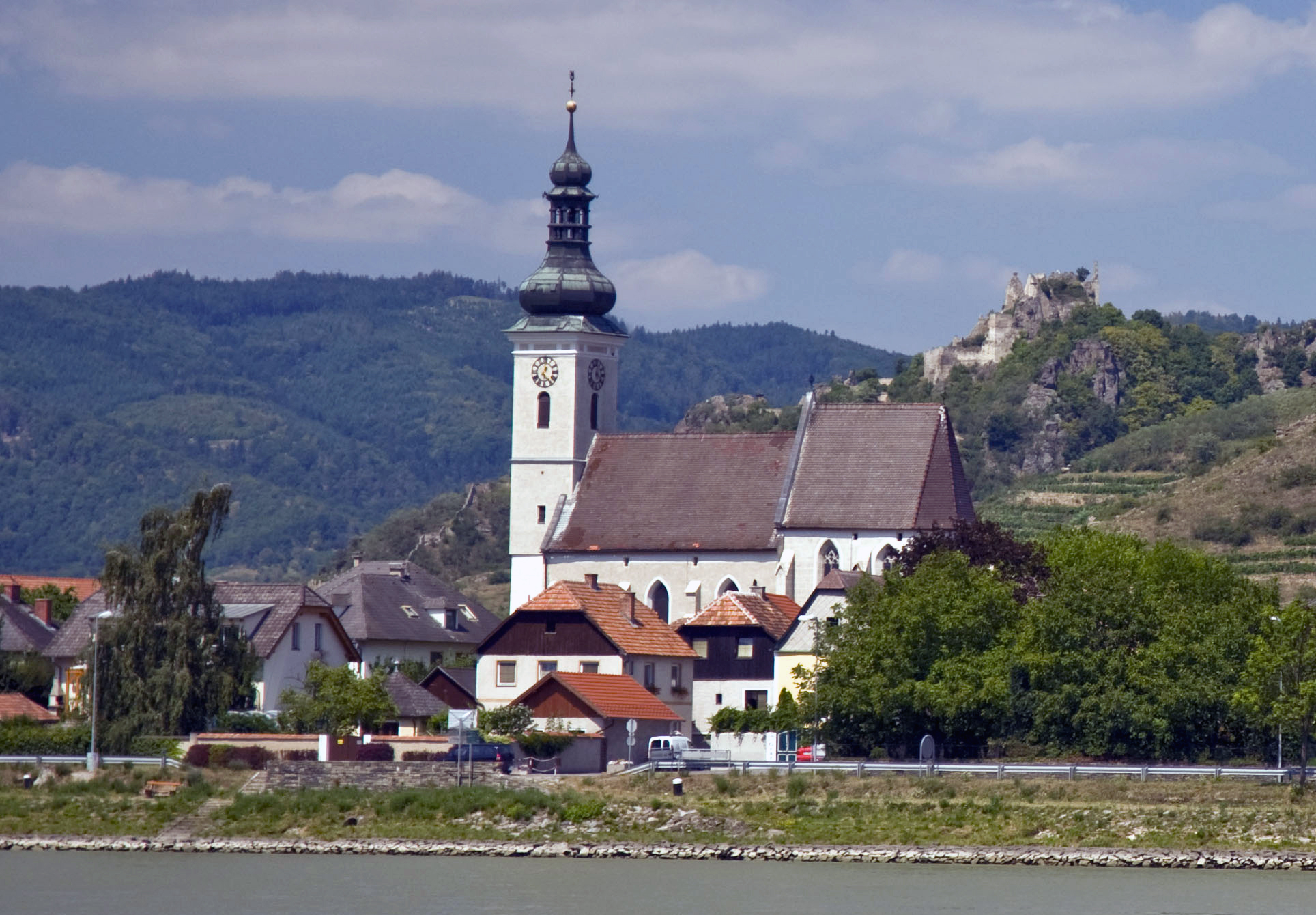
下洛伊本圣季理诺堂区教堂，背景是迪恩施泰因城堡

下洛伊本堂区教堂（Pfarrkirche Unterloiben）是一座罗马天主教堂区教堂，位于奥地利下奥地利州克雷姆斯乡村县迪恩施泰因的下洛伊本村。该堂供奉圣季理诺（[Quirinus von Neuss），隶属于天主教圣帕尔滕教区克雷姆斯总铎区。已列为保护文物。带有墓地和小型纪念碑的教堂。
19世纪末的新哥特式花窗玻璃描绘了耶稣圣心、圣母圣心等。